# Нагорода «Латиноамериканське Греммі» за найкращий запис року
Нагорода «Латиноамериканське Греммі» за найкращий запис року (англ. Latin Grammy Award for Record of the Year) вручається на щорічній церемонії в США з 2000 року. 

### Список переможців і номінантів
| Рік  | Переможець (переможці)                                          | Запис                        | Номінанти | Посилання |
| ---- | --------------------------------------------------------------- | ---------------------------- | --- | --------- |
| 2000 | Santana за участю Maná                                          | "Corazón Espinado"           | - Марк Ентоні - "Dímelo" - Рубен Блейдс - "Tiempos" - Рікі Мартін - "Livin' la Vida Loca" - Карлос Вівес - "Fruta Fresca" |           |
| 2001 | Алехандро Санс                                                  | "El Alma al Aire"            | - Крістіна Агілера - "Pero Me Acuerdo de Ti" - Aterciopelados - "El Album" - Жилберту Жил - "Esperando Na Janela" - Хуанес - "Fíjate Bien" |           |
| 2002 | Алехандро Санс                                                  | "Y Sólo Se Me Ocurre Amarte" | - Селіа Круз - "La Negra Tiene Tumbao" - La Ley - "Mentira" - Карлос Вівес - "Déjame Entrar" - Жан Марко - "Se Me Olvidó" |           |
| 2003 | Хуанес                                                          | "Es Por Ti"                  | - Bacilos - "Mi Primer Millón" - Луїс Мігель - "Hasta Que Vuelvas" - Molotov - "Frijolero" - Tribalistas - "Já Sei Namorar" |           |
| 2004 | Алехандро Санс                                                  | "No Es Lo Mismo"             | - Бебо & Сігала - "Lágrimas Negras" - Марія Ріта - "A Festa" - Робі Драко Роса - "Más y Más" - Skank - "Dois Rios" - Хульєта Венегас - "Andar Conmigo" |           |
| 2005 | Алехандро Санс                                                  | "Tu No Tienes Alma"          | - Бебе - "Malo" - Дедді Янкі - "Gasolina" - Reyli - "Amor del Bueno" - Aleks Syntek за участю Ани Торрохи - "Duele el Amor" |           |
| 2006 | Шакіра за участю Алехандро Санса                                | "La Tortura"                 | - Рікардо Архона - "Acompáñame a Estar Solo" - Fonseca - "Te Mando Flores" - Сержіо Мендес за участю The Black Eyed Peas - "Mas Que Nada" - Хульєта Венегас - "Me Voy" |           |
| 2007 | Хуан Луїс Герра                                                 | "La Llave de Mi Corazón"     | - Бейонсе та Шакіра - "Bello Embustero" - Мігель Босе за участю Пауліни Рубіо - "Nena" - Густаво Сераті - "La Excepción" - Рікі Мартін за участю La Mari та Томмі Торреса - "Tu Recuerdo" |           |
| 2008 | Хуанес                                                          | "Me Enamora"                 | - Андреа Бочеллі та Лаура Паузіні - "Vive Ya! (Vivere)" - Cabas - "Bonita" - Café Tacvba - "Volver a Comenzar" - Хульєта Венегас - "El Presente" |           |
| 2009 | Calle 13 за участю Café Tacvba                                  | "No Hay Nadie Como Tú"       | - Луїс Фонсі за участю Давида Бісбаля, Ноеля Шайріса та Aleks Syntek - "Aquí Estoy Yo" - Іван Лінс та Metropole Orkest - "Arlequim Descinhecido" - Оркестр Хосе Луго за участю Жильберто Санта Роси - "Si No Vas a Cicinar" - Лаура Паузіні - "En Cambio No" |           |
| 2010 | Camila                                                          | "Mientes"                    | - Марія Бетанія - "Tua" - Конча Буйка - "Se Me Hizo Fácil" - Хорхе Дрекслер - "Una Canción Me Trajo Hasta Aquí" - Алехандро Санс - "Desde Cuándo" |           |
| 2011 | Calle 13 за участю Тото ла Момпосіни, Сусани Баки та Марії Ріти | "Latinoamérica"              | - Франко Де Віта за участю Алехандри Гусман - "Tan Sólo Tú" - Луїс Фонсі - "Gritar" - Los Tigres del Norte за участю Пауліни Рубіо - "Golpes en el Corazón" - Рікі Мартін за участю Наталії Хіменес - "Lo Mejor de Mi Vida Eres Tú" |           |
| 2012 | Jesse & Joy                                                     | "¡Corre!"                    | - Рікардо Архона за участю Габі Морено - "Fuiste Tú" - ChocQuibTown за участю Тего Кальдерона та Суллі Мурільйо - "Calentura" - Кані Гарсія - "Que Te Vaya Mal" - Хуан Луїс Герра - "En El Cielo No Hay Hospital" - Хуанес за участю Хоакіна Сабіни - "Azul Sabina" - Maná - "Hasta Que Te Conocí" - Іветі Сангалу - "Atrás da Porta" - Алехандро Санс - "No Me Compares" - Zoé - "Bésame Mucho"                                                                        |           |
| 2013 | Марк Ентоні                                                     | "Vivir Mi Vida"              | - Пабло Альборан - "Tanto" - Конча Буйка - "La Nave del Olvido" - Андрес Сепеда - "Lo Mejor Que Hay En Mi Vida" - Наталі Коул за участю Хуана Луїса Герри - "Bachata Rosa" - Сантьяго Крус - "Desde Lejos" - Драко Роса за участю Рікі Мартіна - "Más y Más" - Алехандро Санс - "Mi Marciana" - Каетано Велозо - "Um Abraçaço" - Карлос Вівес - "Volví a Nacer" |           |
| 2014 | Хорхе Дрекслер за участю Ани Тіжу                               | "Universos Paralelos"        | - Пабло Альборан за участю Jesse & Joy - "Dónde Está el Amor" - Марк Ентоні - "Cambio de Piel" - Calle 13 - "Respira el Momento" - Camila - "Decidiste Dejarme" - Луїс Фонсі за участю Хуана Луїса Герри - "Llegaste Tú" - Енріке Іглесіас за участю Десцемера Буено та Gente de Zona - "Bailando" - Принц Ройс - "Darte un Beso" - Карлос Вівес за участю Марка Ентоні - "Cuando Nos Volvamos a Encontar" - Карлос Вівес за участю ChocQuibTown - "El Mar de Sus Ojos" |           |
| 2015 | Наталія Лафоуркаде                                              | "Hasta la Raíz"              | - Bomba Estéreo - "Fiesta" - Мігель Босе - "Encanto" - Café Quijano - "Será (Vida de Hombre)" - Camila за участю Марко Антоніо Соліса - "La Vida Entera" - Leonel García за участю Хорхе Дрекслера - "Ella Es" - Хуан Луїс Герра - "Tus Besos" - Рікі Мартін - "Disparo al Corazón" - Алехандро Санс - "Un Zombie a la Intemperie" - Хульєта Венегас - "Ese Camino" |           |
| 2016 | Карлос Вівес & Шакіра                                           | "La Bicicleta"               | - Пепе Агілар - "Cuestión de Esperar" - Пабло Альборан - "Se Puede Amar" - Андреа Бочеллі - "Me Faltarás" - Конча Буйка - "Si Volveré" - Джаван - "Vidas Pra Contar" - Енріке Іглесіас за участю Wisin - "Duele el Corazón" - Jesse & Joy - "Ecos de Amor" - Лаура Паузіні - "Lado Derecho del Corazón" - Дієго Торрес - "Iguales" |           |
| 2017 | Луїс Фонсі за участю Дедді Янкі                                 | "Despacito"                  | - Рубен Блейдс - "La Flor de la Canela" - Хорхе Дрекслер - "El Surco" - Алехандро Фернандес - "Quiero Que Vuelvas" - Хуанес за участю Калі Учіс - "El Ratico" - Mon Laferte за участю Хуанеса - "Amárrame" - Малума - "Felices los 4" - Рікі Мартін за участю Малума - "Vente Pa' Ca" - Residente - "Guerra" - Шакіра за участю Малума - "Chantaje" |           |
| 2018 | Хорхе Дрекслер                                                  | "Telefonía"                  | - Пабло Альборан - "No Vaya a Ser" - Anaadi - "É Fake (Homem Barato)" - Джей Бальвін за участю Віллі Вільяма - "Mi Gente" - Bomba Estéreo - "Internacionales" - Росалія - "Malamente" - Кані Гарсія - "Para Siempre" - Нікі Джем за участю Джея Бальвіна - "X" - Наталія Лафоуркаде за участю Los Macorinos - "Danza de Gardenias" - Monsieur Periné - "Bailar Contigo"                                                                                                 |           |
| 2019 | Алехандро Санс та Каміла Кабельйо                               | "Mi Persona Favorita"        | - Марк Ентоні - "Parecen Viernes" - Андрес Каламаро - "Verdades Afiladas" - Вісенте Гарсія - "Ahí Ahí" - Хуан Луїс Герра та 4.40 - "Kitipun" - Хуанес та Алессія Кара - "Querer Mejor" - Хуанес та Лало Ебратт - "La Plata" - Росалія - "Aute Cuture" - Алехандро Санс - "No Tengo Nada" - Хімена Саріньяна - "Cobarde" |           |
| 2020 | Алехандро Санс                                                  | "Contigo"                    | - Anuel AA, Дедді Янкі, Karol G, Ozuna та Джей Бальвін - "China" - Пабло Альборан - "Cuando estes aquí" - Bad Bunny - "Vete" - Bajofondo за участю Cuareim 1080 - "Solari Yacumenza" - Джей Бальвін - "Rojo" - Camilo за участю Педро Капо - "Tutu" - Кані Гарсія та Науель Пеннісі - "Lo que en ti veo" - Karol G та Нікі Мінаж - "Tusa" - Residente - "René" |           |